# Dissection
Dissection fue una banda sueca de black metal y death metal fundada en 1989 por el vocalista y guitarrista Jon Nödtveidt y el bajista Peter Palmdahl, en Strömstad. Para completar su formación se unieron al grupo el batería Ole Öhman y el guitarrista John Zwetsloot. Su exitoso debut, The Somberlain fue editado en 1993. Al año siguiente se volvió a producir un nuevo cambio en su formación, Johan Norman reemplazó a Zwetsloot. Storm of the Light's Bane, su segundo álbum, fue publicado en 1995. Durante los dos siguientes años, los miembros de la banda abandonaron la banda o siendo reemplazados por otros músicos que no permanecieron mucho tiempo, hasta que Nödtveidt quedó como único miembro del grupo. A finales de 1997, Nödtveidt fue encarcelado por asesinato. Tras permanecer en prisión siete años, Nödtveidt reformó Dissection con tres nuevos miembros, el guitarrista Set Teitan, el batería Tomas Asklund y el bajista Brice Leclercq. Su tercer y último álbum de estudio, Reinkaos, fue editado en abril de 2006. Cuatro meses después de su lanzamiento, Jon Nödtveidt, se suicidó en su apartamento, provocando la disolución de Dissection.

## Historia

### Primeros años yThe Somberlain(1989-1993)
Los orígenes de Dissection comienzan con la formación del grupo de thrash metal Siren's Yell, en Strömstad en el año 1988 por Jon Nödtveidt, Peter Palmdahl, Ole Öhman y Mattias Johansson. La banda, influenciada por grupos tan diversos como Candlemass o Slayer, grabó una demo antes de su disolución en 1989, tras la salida de Öhman. Poco después, Nödtveidt se unió como guitarrista a Rabbit's Carrot, donde volvió a coincidir con Öhman. Con la llegada de Nödtveidt el grupo evolucionó su sonido thrash a death metal, pero pronto éste y Öhman dejaron Rabbit's Carrot con la intención de crear música más oscura y más extrema.
En otoño de ese año, Nödtveidt fundó un nuevo proyecto musical, Dissection, con el bajista Peter Palmdahl. En primavera de 1990, Öhman se unió al grupo como batería. Esta formación grabó la demo Severed into Shreds que fue enviada a varios fanzines. Tras la llegada del segundo guitarrista, Mattias Johansson, compañero de los tres en Siren's Yell, la banda debutó en directo, tras telonear a Entombed en octubre de ese año.
En diciembre publicaron otra demo, The Grief Prophecy, cuya portada fue dibujada por Kristian Wåhlin. La asociación con Wåhlin se extendió durante la carrera de Dissection, pues dibujo otras portadas de la banda. En enero de 1991 se unió al grupo el guitarrista John Zwetsloot, reemplazando a Johansson. El debut en directo con el nuevo guitarrista fue en febrero en Strömstad, después de que The Grief Prophecy vendiera más de 300 copias en el underground sueco. Durante uno de sus conciertos, el grupo fue observado por la discográfica francesa Corpsegrinder Records, que les ofreció un contrato para la publicación de un EP. En abril de 1991, para homenajear a Dead (vocalista de Mayhem que se había suicidado), la banda interpretó la canción «Freezing Moon» en un concierto en Falkenberg y editaron The Grief Prophecy con una portada dibujada por Dead. En septiembre publicaron su primer EP, Into Infinite Obscurity, limitado a 1 000 copias. En noviembre, Nödtveidt comenzó un nuevo proyecto musical, Satanized, con el vocalista Per Alexandersson, el guitarrista Johan Norman y el batería Tobias Kjellgren. Sin embargo, el grupo solo actuó en directo una sola vez (ese mes) y grabó únicamente dos temas, que fueron más tarde incluidos en el recopilatorio de Dissection The Past is Alive.
En marzo de 1992 fue publicada una nueva demo, The Somberlain. Al año siguiente lanzaron otra demo, Promo '93, que contiene una versión de la canción «Elisabeth Bathory» de Tormentor. Ambas grabaciones llamaron la atención de la discográfica No Fashion Records, con la que firmaron un contrato para publicar un álbum de estudio. La grabación de este trabajo tuvo lugar en marzo de ese año en los estudios Hellspawn/Unisound con la producción de Dan Swanö de Edge of Sanity. El álbum fue dedicado en la memoria de Euronymous, guitarrista de Mayhem, asesinado ese año. El disco fue publicado en diciembre con el nombre The Somberlain. Tras el lanzamiento del álbum, Nödtveidt colaboró en otros proyectos como The Black y Ophthalamia.

### Storm of the Light's Baney encarcelamiento de Nödtveidt (1994-2003)
Los meses siguientes a la publicación de The Somberlain, la relación entre Zwetsloot y el resto de la banda comenzó a deteriorarse, debido a que el guitarrista se retrasaba con frecuencia a las pruebas de sonido de los conciertos, lo que llevó a que algunos tuvieran que ser cancelados. Debido a estos problemas fue expulsado de Dissection tras un concierto en Oslo, el 14 de abril de 1994. Su lugar fue ocupado por Johan Norman, exguitarrista de Satanized y Sacramentum. Mientras continuaban actuando y componiendo nuevo material, la banda comenzó a buscar una nueva discográfica.
En noviembre, Dissection firmaron un contrato con la discográfica alemana Nuclear Blast. Los meses siguientes contribuyeron a dos recopilatorios; W.A.R. Compilation - Volume One, con dos canciones de su demo de 1993 y Slatanic Slaughter 1, un tributo a Slayer con una versión de «Antichrist». En aquellos momentos, Nödtveidt formó un nuevo proyecto llamado Terror, junto a los hermanos Anders y Jonas Björler, y Adrian Erlandsson de At The Gates, pero el grupo tuvo una corta carrera, pues se disolvió tras publicar una sola demo. Tras trabajar en este proyecto, los miembros de Dissection se volvieron a reunir en los estudios Unsound en marzo de 1995 para empezar a trabajar en su nuevo álbum de estudio.
Después de terminar la grabación del álbum, Dissection se embarcó en su primera gira británica junto a Cradle of Filth. En verano Nödtveidt y Norman se unieron a la Orden Luciferana Misántropa, una asociación satánica cuyas ideas tuvieron gran influencia en la música posterior de la banda. El 10 de octubre actuaron como teloneros de Morbid Angel en Gotemburgo, donde debutó en directo su nuevo batería, Tobias Kjellgren. El anterior batería, Ole Öhman, ocupó el puesto de Kjellgren en Swordmaster. 
El segundo álbum de estudio de Dissection, Storm of the Light's Bane, fue publicado en noviembre de 1995 a través de Nuclear Blast. El disco cuenta con las colaboraciones de IT y Legion, por aquel entonces miembros de Ophthalamia. Tras su lanzamiento, el grupo realizó una gira europea junto a Dismember. En febrero del año siguiente volvieron a actuar en Reino Unido con At The Gates, antes de su primera gira norteamericana junto a Morbid Angel. En abril regresaron a Europa donde telonearon a los noruegos Satyricon y Gorgoroth. Ese mes fue publicado el EP Where Dead Angels Lie. En 1997, Dissection participó en la gira Gods of Darkness Tour con Dimmu Borgir, In Flames y Cradle of Filth, que concluyó con una actuación en el Wacken Open Air. El concierto fue publicado en el VHS Live & Plugged, Vol. 2. Durante la gira, la banda tuvo varios cambios en su formación; el guitarrista Johan Norman abandonó la música durante algunos años y el fundador Peter Palmdahl dejó el grupo, siendo sustituido por el hermano de Jon Nödtveidt, Emil, como bajista en directo. A menudo se ha mencionado que el motivo del abandono de la música por parte de Norman se debió a que fue amenazado de muerte por haber abandonado la Orden Luciferana Misántropa, algo considerado una traición.
Tras un breve descanso, Nödtveidt formó un nuevo proyecto, De Infernali, con el que publicó un solo álbum, Symphonia De Infernali. Mientras tanto en Dissection, volvió a producirse una nueva salida, la del batería Tobias Kellgren, dejando a Jon Nödtveidt como único miembro. A pesar de este inconveniente, el vocalista decidió grabar un tercer álbum de estudio.
Todavía en 1997, Jon Nödtveidt fue arrestado por su colaboración en el asesinato de Josef Ben Meddaour, un homosexual argelino de 38 años, en Gotemburgo. En noviembre de 1998 fue encarcelado en la prisión de máxima seguridad de Kumla, antes de ser trasladado a la cárcel de Tidaholm, donde aprovechó su tiempo para ensayar con la guitarra acústica y componer nuevas canciones, además de ampliar sus estudios esotéricos.
En 2003 fue publicado su primer álbum en directo, Live Legacy, que contiene la actuación de Dissection en el Wacken de 1997. Por aquellos tiempos, Bård Faust, exbatería de Emperor y Thorns que también se encontraba en prisión por el asesinato de un homosexual y con quien Nödtveidt se carteaba con frecuencia, se convirtió en miembro de Dissection, pero pasó poco tiempo como parte del grupo, pues pretendía mantenerse alejado de la ideología satánica de la banda.

### Reinkaosy muerte de Nödtveidt (2004-2006)
El 6 de septiembre, Jon Nödtveidt fue puesto en libertad y comenzó a reunir nuevos miembros para Dissection. En un comunicado el vocalista dijo: «Nunca volveré a la cárcel. No tengo la capacidad de cambiar el pasado, pero si puedo hacer frente a sus consecuencias. Sin estos duros años en la cárcel no sería el hombre que soy hoy en día. Tuve un gran apoyo de mi familia y de los fans de Dissection».

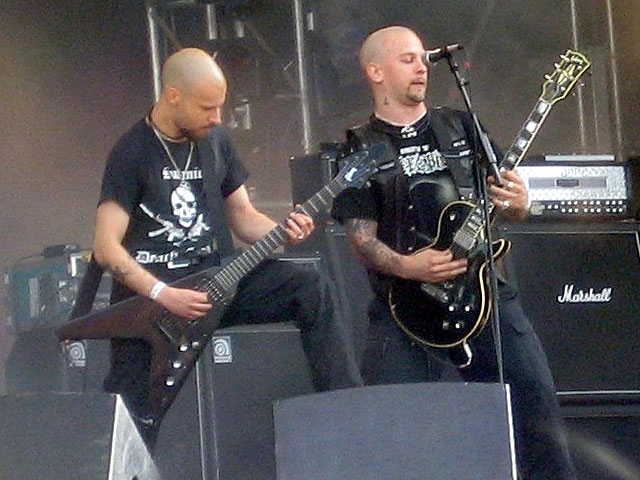
Teitan y Nödtveidt actuando en el festival de Wacken de 2005.

La nueva formación de Dissection se completó con la llegada del bajista Brice Leclerq, el guitarrista de Aborym Set Teitan y el exbatería de Dark Funeral Tomas Asklund. El primer concierto tras la reunión tuvo lugar en el Lilla Arenan de Estocolmo (con una capacidad de más de 10 000 personas) el 30 de octubre.  Por esas fechas también fue publicado el EP Maha Kali, que a pesar de ser solo publicado en sus conciertos y en su página web, alcanzó la posición 50 en la lista sueca de sencillos. El 17 de noviembre actuaron en Budapest, donde realizaron versiones de «Elizabeth Batory» de Tormentor y «Freezing Moon» de Mayhem, con la colaboración del vocalista de ambas bandas, Attila Csihar. Pocos meses después, Dave Mustaine, líder de Megadeth, canceló su actuación en el Metalist Festival (Israel) debido a su conversión al cristianismo y su consiguiente negativa a tocar con Dissection y otras bandas satánicas. Nödtveidt crítico con dureza la decisión de Mustaine, diciendo: «¿No vas a tener el coraje de enfrentarte a sus enemigos? ¿Crees que eso nos va a detener? Pues sí, somos satanistas, tus verdaderos enemigos y al contrario de ti, no somos unos cobardes».
El bajista Brice Leclercq dejó Dissection unos días antes de su actuación en el festival Undead (Hungría). La banda encontró su sustituto en Haakon Nikolas Forwald, que había formado parte de Myrkskog y Koldbrann. Tras una gira por Sudamérica, en la que algunas fechas tuvieron que ser canceladas, Forwald dejó Dissection para concentrarse en sus estudios esotéricos y fue reemplazado por el líder de Watain, Erik Danielsson.
En 2006, Dissection comenzó a trabajar en su tercer álbum de estudio. La grabación tuvo lugar en los estudios Black Syndicate, con la producción de Emil Nödtveidt y Skinny Kangur, ambos miembros de Deathstars. El álbum, titulado Reinkaos y publicado en abril de ese año, cuenta con la colaboración de Danielsson, el vocalista de Deathstars Andreas Whiplasher y Brice Leclercq, que se unió de nuevo a la banda como bajista en directo. Además de «Maha Kali», otro sencillo fue extraído del álbum, «Starless Aeon», para el cual rodaron el único videoclip de su carrera.
En mayo, Jon Nödtveidt anunció la disolución del grupo, aunque antes se realizarían conciertos de despedida en Suecia, Israel y Estados Unidos. El primero de los conciertos de la gira de despedida, y que a la postre sería el último en la historia de Dissection, se realizó en Estocolmo el 24 de junio. Al mes siguiente fue publicado el DVD Rebirth of Dissection, que contiene su actuación en Estocolmo de 2004, y que alcanzó la quinta posición en la lista sueca de DVD. Los conciertos siguientes fueron cancelados; los de Estados Unidos debido a problemas con el visado de Nödtveidt por sus antecedentes penales, y el de Israel por problemas técnicos.
El 16 de agosto, Jon Nödtveidt se suicidó con un disparo en su apartamento de Hässelby, Estocolmo. Los periódicos informaron que el cuerpo fue encontrado en un círculo de velas junto a un ejemplar de la Biblia Satánica de Anton LaVey. Sin embargo, el guitarrista Set Teitan negó este último detalle, desvelando que el libro era un Grimorio y no la Biblia Satánica, pues Nödtveidt despreciaba a LaVey y a la iglesia de Satán. Con la muerte de su líder, Dissection fue disuelta de nuevo.

## Discografía
| Álbumes de estudio - 1993: The Somberlain - 1995: Storm of the Light's Bane - 2006: Reinkaos Demos - 1990: The Grief Prophecy - 1992: The Somberlain - 1993: Promo '93 - 1995: Storm of the Light's Bane Rough Mix Sencillos - 2004: Maha Kali - 2006: Starless Aeon | Recopilatorio - 1997: The Past is Alive (The Early Mischief) Álbumes en directo - 2003: Live Legacy - 2009: Live in Stockholm 2004 - 2010: Live Rebirth EP - 1991: Into Infinite Obscurity - 1995: Where Dead Angels Lie VHS/DVD - 1997: Live & Plugged Volume 2 - 2006: Rebirth Of Dissection |

## Miembros
| - Jon Nödtveidt - voz y guitarra (1989-2006) - Peter Palmdahl - bajo (1989-1997) - Ole Öhman - batería (1989-1995) - Mäbe - guitarra en directo (1990) - John Zwetsloot - guitarra (1991-1994) - Johan Norman - guitarra (1994-1997) - Tobias Kellgren - batería (1995-1997) | - Emil Nödtveidt - bajo en directo (1997) - Bård Faust - batería (2003) - Set Teitan - guitarra (2004-2006) - Tomas Asklund - batería (2004-2006) - Brice Leclercq - bajo (2004-2005, 2006) - Haakon Nikolas Forwald - batería (2005) - Erik Danielsson - bajo en directo (2005-2006) |